# Tommy Holmgren
Tommy Holmgren (* 9. Januar 1959 in Palohuornas) ist ein ehemaliger schwedischer Fußballspieler.

## Laufbahn
Holmgren begann seine Laufbahn bei Gällivare SK. 1977 wechselte er mit seinem Bruder Tord zu IFK Göteborg. Bis 1989 war er für den Verein aktiv und konnte vier Meisterschaften und drei Pokalsiege feiern. Zudem wurde 1982 gegen den Hamburger SV und 1987 gegen Dundee United der UEFA-Pokal gewonnen.
Holmgren wurde darüber hinaus 26 Mal in die schwedische Nationalmannschaft berufen.

## Erfolge
- UEFA-Pokalsieger: 1982, 1987
- Schwedischer Meister: 1982, 1983, 1984, 1987
- Schwedischer Pokalsieger: 1979, 1982, 1983

| Personendaten    | Personendaten               |
| ---------------- | --------------------------- |
| NAME             | Holmgren, Tommy             |
| KURZBESCHREIBUNG | schwedischer Fußballspieler |
| GEBURTSDATUM     | 9. Januar 1959              |
| GEBURTSORT       | Palohuornas                 |